# American Society of Civil Engineers

Il logo dell'American Society of Civil Engineers.

L’American Society of Civil Engineers, conosciuta anche con l'acronimo ASCE e traducibile in italiano come Società Americana degli ingegneri civili è un'associazione professionale fondata nel 1852 per rappresentare membri della professione di ingegnere civile di tutto il mondo.
L'associazione ha sede nella città di Reston in Virginia ed è la più antica associazione di ingegneria degli Stati Uniti. Al 2019 ha oltre 150.000 membri in 177 paesi del mondo.

## Storia

### La nascita della Società
I primi tentativi da parte degli ingegneri civili statunitensi di organizzarsi in una associazione professionale ebbero luogo nella prima metà del XIX secolo. 
Nel dicembre 1938 iniziò a circolare una petizione che invitava gli ingegneri civili del paese ad incontrarsi l'anno successivo a Baltimora. In precedenza tredici famosi ingegneri provenienti da New York, dalla Pennsylvania e dal Maryland si erano incontrati a Filadelfia e avevano presentato al Franklin Institute la proposta di istituire una società di ingegneri civili aggregata all'Istituto. Tra di essi vi era Benjamin Wright, considerato dall'American Society of Civil Engineers come il padre dell'ingegneria civile statunitense.
Nel 1839 circa 40 ingegneri di incontratono a Baltimora. Tra di essi vi erano gli ingegneri ferroviari John Edgar Thomson, futuro presidente della Pennsylvanian Railroad, Isaac Ridgeway Trimble e Benjamin Henry Latrobe II. In seguito un gruppo di incontrò nuovamente a Filadelfia per formalizzare la creazione di una società, ma il tentativo non andò a buon fine.
Una decina di anni dopo fu fatto un nuovo tentativo, che portò alla nascita nel 1848 della Boston Society of Civil Engineers (BSCES), la prima società di ingegneri del paese, seguita quattro anni dopo dalla American Society of Civil Engineers And Architects, che al tempo comprendeva anche gli architetti. Nel 1868, dopo che gli architetti avevano dato vita ad una propria associazione indipendente, la società adottò il proprio nome attuale. Nel 1974 la BSCES divenne una sezione dell'ASCE.

### Il XX secolo
Nel 1905 Nora Stanton Blatch Barney divenne la prima donna a laurearsi in ingegneria civile negli Stati Uniti e la prima ad entrare a far parte dell'ASCE, dove venne ammessa come membro junior. Nel 1916 fece richiesta per diventare membre associato della Società, ma le venne negato per via del suo sesso. Nel 2015 l'ASCE ha deciso di promuoverla in modo postumo a fellowe member in virtù dei suoi contributi all'ingegneri civile in particolare in campo idraulico.
Nel 1999 la Società ha pubblicato un elenco delle dieci opere ingegneristiche che hanno avuto il maggiore impatto positivo sulla vita nel corso del secolo appena trascorso. La lista comprende:
- L'Aeroporto Internazionale del Kansai a Osaka come esempio di progettazione e sviluppo aeroportuale
- La diga di Hoover sul fiume Colorado come esempio di diga
- L'Interstate Highway System come sistema autostradale
- Il Golden Gate Bridge come ponte a grande campata
- Il tunnel della Manica come trasporto ferroviario
- I progressi nello smaltimento dei rifiuti sanitari
- L'Empire State Building come esempio di grattacielo
- Il Metropolitan Water Reclamation District of Greater Chicago come esempio di trattamento delle acque reflue
- Il California State Water Project come esempio di approvvigionamento idrico
- Il canale di Panama per il trasporto marittimo